# ОШ „Милан Илић Чича” Аранђеловац
ОШ „Милан Илић Чича” Аранђеловац је државна установа основног образовања у Аранђеловцу, почела је са радом 1959. године.
Школа данас носи име Милана Илића Чиче, учесника народноослободилачке борбе и народног хероја Југославије.